# Vulvengravuren von Fontainebleau
Die Vulvengravuren von Fontainebleau finden sich in den Höhlen des Waldes von Fontainebleau (französisch Forêt de Fontainebleau) in der Region Île-de-France in Frankreich. Zumeist liegen sie in der Nähe der überwiegend abgebildeten, etwa zeitgleich entstandenen Netz- und Linienritzungen.
Reale Frauendarstellungen, wie sie schon im eurasischen Paläolithikum vorkommen (Venusfigurinen), zeigt die Felsbild- und Felsritzungskunst des Mesolithikums und Neolithikums in West- und Mitteleuropa nicht mehr. Lediglich im Motiv der Vulva, das in den Höhlen des Pariser Beckens zahlreicher ist als in den paläolithischen Fundregionen, besteht eine Verbindung zur vorausgegangenen Symbolik.
Die Wiedergabe des Schamdreiecks erfolgt in zahlreichen Versionen. Gleichseitige Dreiecke, Rauten und Mandelformen mit einer Linie auf der Symmetrieachse oder einer Eintiefung im Zentrum sind die häufigsten. Viele gleichseitige Dreiecke, wurden ohne diesen augenfälligen Vulvenbezug in Höhlenwände und -böden eingraviert. Sie wurden auch kopfstehend (in Zeltform) oder als Doppelaxt angeordnet (Grotte aux Fees bei Milly-la-Forêt). Zu dritt gestaltet findet man sie in Reihen, fächerartig, oder wie die Flügel einer Windmühle gruppiert (Grotte Thorant im Trois-Pignons-Gebiet). Die als Vulven gedeutete Formenfülle wird durch Blütenmotive ergänzt. Es gibt etliche Höhlen mit zwei oder mehr Vulvagravuren. In der „Grotte à la peinture“, bei Larchant wurden sogar sieben gezählt, aber häufig ist es auch nur eine einzige.
Die in den Boden der Höhle Roche au Violon gravierten Vulven lassen an Saiteninstrumente denken und gaben der Höhle bei Moigny-sur-École ihren Namen. Die Linien der mittleren, größten und vermutlich ältesten der drei „violinenförmigen“ Vulven, sind tief geritzt. Um eine tiefe Felsspalte wölben sich Schamlippen. Oberhalb sind drei parallele Linien eingraviert, die eine manierierte Symbolik zu repräsentieren scheinen. Eine solche Dreiergruppe findet sich z. B. auch im Essonnetal, in einer Höhle oberhalb von Villetard. Natürlichen Vertiefungen im Fels wurden auf der Hochebene von Buloup, bei D´Huison-Longueville, in Höhle B durch umgebende Ritzungen zur Vulva gestaltet. Im Gebiet von Trois Pignons findet sich in der Höhle Ségognole 4 eine spitzovale Vertiefung, von deren Mittellinie ausgehend, gleichgerichtet wie Blattadern verlaufende Linien graviert wurden. Im Rocher des Potets, ebenfalls im Gebiet von Trois Pignons, fand A. Vierzig eine anklingende Form, jedoch ohne die symmetrischen „Blattrippen“. Sie sieht darin eine geöffnete Vulva mit klaffenden Rändern und deutet die „Blattform“ von Sègognole daher ebenso als Vulva, obgleich diese Form ansonsten nicht so gedeutet wird.